# جون تومسون (سياسي بريطاني)
جون تومسون (بالإنجليزية: John William Howard Thompson)‏ هو سياسي بريطاني وبريطاني (وحمل سابقاً جنسية المملكة المتحدة لبريطانيا العظمى وأيرلندا)، ولد في 1861، وتوفي في 17 أكتوبر 1959. حزبياً، نشط في الحزب الليبرالي. في الانتخابات العامة في المملكة المتحدة 1906 ‏، انتخب عضو برلمان المملكة المتحدة الـ28 عن دائرة East Somerset (UK Parliament constituency) ‏ (12 يناير 1906 – 10 يناير 1910).